# Lew w zimie (film 2003)
Lew w zimie (ang. The Lion in Winter) – amerykański telewizyjny dramat historyczny z 2003 roku w reżyserii Andrieja Konczałowskiego. Ekranizacja sztuki Jamesa Goldmana, a zarazem remake brytyjskiego filmu z 1968 roku.

## Główne role
- Patrick Stewart – Król Henryk II Plantagenet
- Glenn Close – Eleonora Akwitańska
- Andrew Howard – Ryszard Lwie Serce
- John Light – Godfryd II Plantagenet
- Rafe Spall – książę Jan
  - Soma Marko – Młody książę Jan
- Jonathan Rhys Meyers – Filip II August
- Julija Wysocka – Alicja
- Clive Wood – William Marshal
- Antal Konrád – Mistrz ceremonii

## Fabuła
Francja, rok 1183. Uwięziona przez swojego drugiego męża, króla Anglii Henryka II, królowa Eleonora Akwitańska zostaje zaproszona na Boże Narodzenie, by spędzić je z rodziną. Ale tym razem Wigilia ma odbyć się we Francji. Na spotkanie przybywają synowie króla Henryka II – Godfryd i Ryszard. Do zamku w Chinon zostaje też zaproszony król Francji – Filip II. Choć z pozoru wydaje się, że będą to zwykłe święta, to podczas nich zdecydują się losy Anglii i Francji...

## Nagrody i nominacje
Nagroda Emmy 2004
- Najlepsze kostiumy w miniserialu, filmie tv lub dramatycznym progamie specjalnym – Consolata Boyle, Magdalen Rubalcava, Rhona McGuirke
- Najlepszy film telewizyjny – Robert Halmi Sr., Robert Halmi Jr., Patrick Stewart, Wendy Neuss, Martin Poll, Dyson Lovell (nominacja)
- Najlepsza reżyseria miniserialu, filmu tv lub dramatycznego programu specjalnego – Andriej Konczałowski (nominacja)
- Najlepsza scenografia w miniserialu, filmie tv lub dramatycznym progamie specjalnym – Roger Hall, János Szabolcs, István Tóth (nominacja)
- Najlepsze fryzury w miniserialu lub filmie tv – Martial Corneville, Silke Lisku, Klári Szinek (nominacja)
- Najlepsza aktorka w miniserialu lub filmie tv – Glenn Close (nominacja)

Złote Globy 2004
- Najlepsza aktorka w miniserialu lub filmie tv – Glenn Close
- Najlepszy miniserial lub film tv (nominacja)
- Najlepszy aktor w miniserialu lub filmie tv – Patrick Stewart (nominacja)